# Мориц, Карл Филипп
Карл Филипп Мориц (нем. Karl Philipp Moritz, 15 сентября 1756, Хамельн — 26 июня 1793, Берлин) — немецкий мыслитель, педагог, писатель эпохи Просвещения.

## Биография

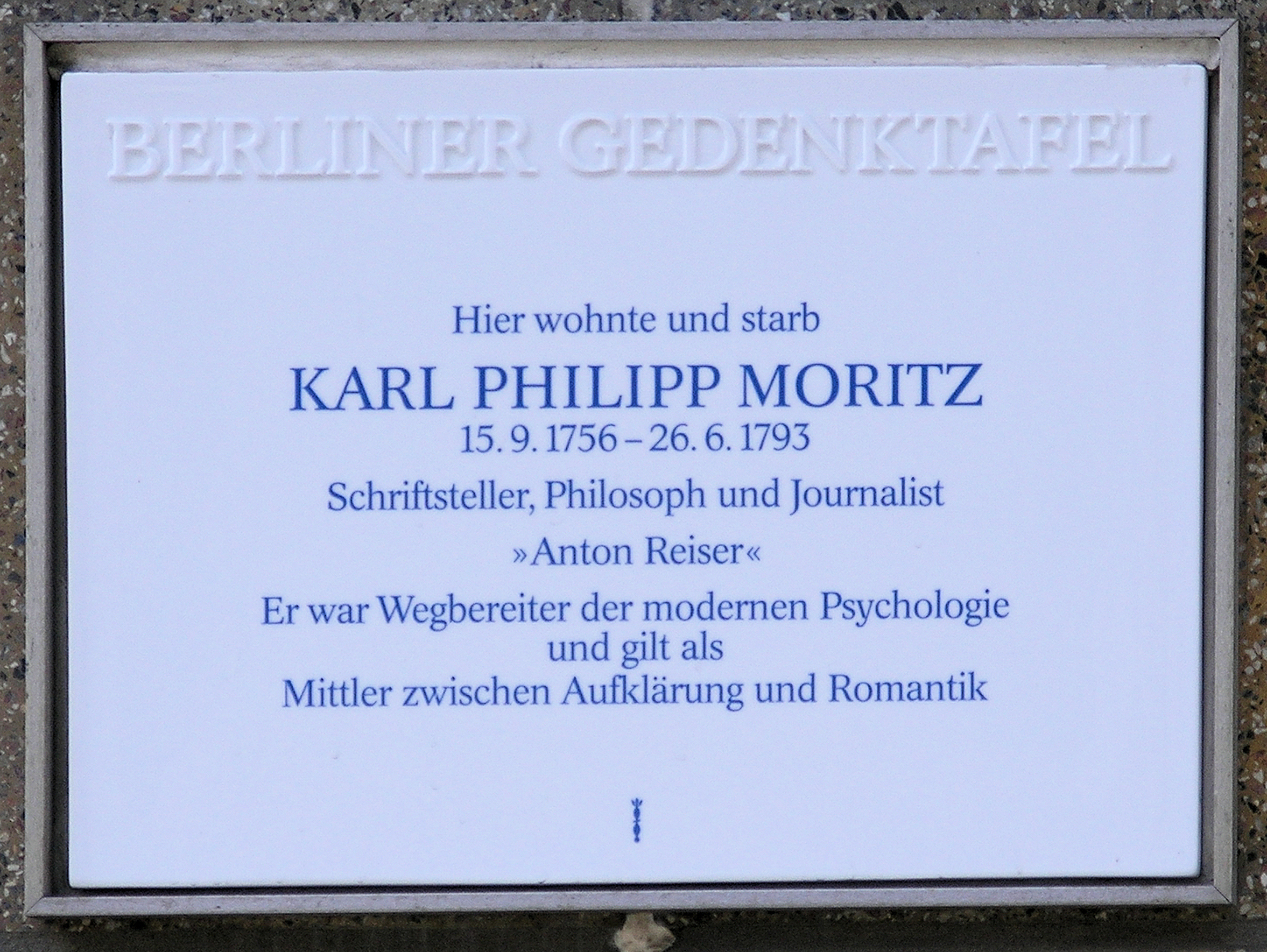
Памятная доска на доме Морица в Берлине

Из бедной семьи, сын полкового музыканта. Изучал теологию в Эрфурте и Виттенберге. Учительствовал, странствовал, хотел стать актером. В 1778 поселился в Берлине. Принадлежал к франкмасонам. Восхищался творчеством Жан Поля, поддерживал дружеские отношения с М.Мендельсоном, А. Я. Карстенсом. Издавал один из первых журналов по экспериментальной психологии — Magazin zur Erfahrungsseelenkunde als ein Lesebuch für Gelehrte und Ungelehrte (с 1783). По протекции Гёте получил место профессора в Берлинской академии художеств (с 1789). Член Прусской академии наук (1791). Среди его учеников — Тик, Ваккенродер, Александр фон Гумбольдт.
Скончался от отека легких.

## Труды
Автор трудов по теологии, педагогике, эстетике и поэтике, путевых записок, автобиографических сочинений. Главное произведение — «Антон Райзер, психологический роман» («Anton Reiser, ein psychologischer Roman», ч. 1—4, 1785—1790), высоко оцененный Карамзиным, Гейне и др. Карамзин посетил Морица в Берлине, о чем оставил свидетельство в «Письмах русского путешественника».

## Философские сочинения
- Beiträge zur Philosophie des Lebens aus dem Tagebuch eines Freimäurers (1780)
- Ideal einer vollkommnen Zeitung (1784, )
- Denkwürdigkeiten, aufgezeichnet zur Beförderung des Edlen und Schönen (1786)
- Versuch einer deutschen Prosodie (1786)
- Versuch einer kleinen praktischen Kinderlogik (1786)
- Fragmente aus dem Tagebuche eines Geistersehers (1787)
- О пластическом подражании прекрасному/ Über die bildende Nachahmung des Schönen (1788, )
- Götterlehre oder Mythologische Dichtungen der Alten (1791)
- Grundlinien zu meinen Vorlesungen über den Styl (1791)
- Über die Vereinfachung der menschlichen Kenntnisse (1791)
- Предварительные замечания к теории орнамента/ Vorbegriffe zu einer Theorie der Ornamente (1793)
- Лекции о стиле/ Vorlesungen über den Styl, часть 1 (1793)

### Позднейшие публикации
- Schriften zur Ästhetik und Poetik. Tübingen, 1962

## Издания на русском языке
- Путешествие г-на Морица по Англии. Ч. 1—2. М., 1804.
- Путешествие немца по Италии с 1786 по 1788 год. Ч. 1—3. М., 1803—1805.
- Антон Райзер. Психологический роман / Пер. с нем. А. Ярина. М.: Отто Райхль, 2015. — 416 с.